# راندال هيد
راندال هيد هو سياسي أمريكي، ولد في 18 نوفمبر 1968 في إنديانابوليس في الولايات المتحدة. نشط حزبياً في الحزب الجمهوري. وقد انتخب عضو مجلس ولاية إنديانا ‏.